# Picobuthus wahibaensis
Espèce
Picobuthus wahibaensis est une espèce de scorpions de la famille des Buthidae.

## Distribution
Cette espèce est endémique d'Oman. Elle se rencontre de 40 à 290 m d'altitude dans le Ramlat Al Wahiba.

## Description
Le mâle holotype mesure 16,14 mm et la femelle paratype 20,50 mm.

## Étymologie
Son nom d'espèce, composé de wahiba et du suffixe latin -ensis, « qui vit dans, qui habite », lui a été donné en référence au lieu de sa découverte, le Ramlat Al Wahiba.

## Publication originale
- Lowe, 2010 : « New picobuthoid scorpions (Scorpiones: Buthidae) from Oman. » Euscorpius, no 93, p. 1-53 (texte intégral).